# Almuradiel-Viso del Marqués
Almuradiel-Viso del Marqués (hiszp. Estación de Almuradiel-Viso del Marqués) – stacja kolejowa w miejscowości Almuradiel, w prowincji Ciudad Real, we wspólnocie autonomicznej Kastylia-La Mancha, w Hiszpanii. Obsługuje również pobliską gminę Viso del Marqués.
Jest obsługiwana przez pociągi Media Distancia przewoźnika Renfe.

## Położenie stacji
Znajduje się na Alcázar de San Juan – Kadyks w km 256, na wysokości 797 m n.p.m., pomiędzy stacjami Santa Cruz de Mudela i Vilches.

## Historia
Stacja została otwarta w dniu 25 maja 1865 wraz z otwarciem odcinka Santa Cruz de Mudela-Venta de Cárdenas linii kolejowej między Manzanares i Kordobą. Linię wybudowała Compañía de los Ferrocarriles de Madrid a Zaragoza y Alicante (MZA). W 1941 roku w wyniku nacjonalizacji kolei w Hiszpanii stacja, jak i linia stała się częścią RENFE.
Od 31 grudnia 2004 infrastrukturą kolejową zarządza Adif.

## Linie kolejowe
- Alcázar de San Juan – Kadyks